# Hyperlapse
L'hyperlapse (detta anche walklapse, spacelapse, stop-motion time-lapse, motion timelapse, moving timelapse) è una tecnica di esposizione in fotografia time-lapse, in cui la posizione della camera non è fissa, come nel timelapse basico, ma viene modificata dopo ogni esposizione in modo da creare una carrellata di sequenze.